# 情熱のシーラ
『情熱のシーラ』（原題：El tiempo entre costuras）は、スペインのテレビドラマシリーズ。マリーア・ドゥエニャスによる同名のスペインのベストセラー小説『情熱のシーラ』(原題：El tiempo entre costuras)を原作とするドラマシリーズである。スペイン内戦、第二次世界大戦時のスペイン、モロッコ、そしてポルトガルを舞台とし、時代に翻弄されながらもたくましく生きた女性を描く。スペインでの放送では約70分の全11話として放送されたが、NHK総合テレビジョンでは約50分全17話に編集されて放送された。

## あらすじ
スペインマドリードに生まれた主人公シーラは母一人に育てられ、仕立て屋で修行して優れた洋裁技術を身につける。堅実な婚約者イグナシオがいながらも、情熱的で奔放な男性ラミーロと恋に落ちる。別れていた裕福な父と初めて会い、財産を譲られる。スペイン内戦が迫る中、ラミーロと二人でスペインを離れモロッコに移住するが、ラミーロに財産を持ち逃げされ、借金を背負わされたうえに、内戦が始まってしまったためスペインに帰ることも出来なくなる。モロッコでは新しい友たちに支えられ、オートクチュールの店を開き懸命に生きる。イギリス人と親友となり、その縁でスペイン新政権と友好関係にあるナチスドイツに対するスパイ活動を依頼される。内戦が終結したばかりの祖国を第二次大戦に巻き込みたくないシーラは承諾し、名前を変えてマドリードに戻って店を開き、ナチスドイツの高官の妻たちを顧客として情報を集める。

## キャスト
| 役名                         | 俳優                       | 声優       | 役柄                                                                           |
| ---------------------------- | -------------------------- | ---------- | ------------------------------------------------------------------------------ |
| シーラ・キローガ             | アドリアーナ・ウガルテ     | 渋谷はるか | 主人公。お針子。ドローレスの一人娘。                                           |
| ドローレス・キローガ         | エルビラ・ミンゲス         | 藤生聖子   | シーラの母。仕立て屋。シングルマザー。                                         |
| ロザリンダ・フォックス       | ハンナ・ニュー             | 小島幸子   | シーラの友人。モロッコに住む富裕なイギリス人女性。ベイグベデルの恋人           |
| イグナシオ                   | ラウール・アレーバロ       | 平川大輔   | シーラの初恋の相手で婚約者。堅実な国家公務員                                   |
| ラミーロ・アリーバス         | ルベン・コルターダ         | 小山力也   | タイプライター店の支配人。シーラが恋に落ちる相手、シーラを連れてモロッコに行く |
| マーカス・ローガン           | ピーター・ビベス           | 川島得愛   | イギリスの新聞記者                                                             |
| マヌエル・ダ・シルバ         | フィリッペ・ドゥアルテ     | 堀内賢雄   | ポルトガルの貿易商                                                             |
| ファン・ルイス・ベイグベデル | トリスタン・ウジョーア     | 原康義     | スペイン保護領モロッコの高等弁務官                                             |
| バスケス署長                 | フランセスク・ガリード     | 大塚芳忠   | モロッコ・テトゥアンの警察署長                                                 |
| カンデラリア                 | マリ・カルメン・サンチェス | 片岡富枝   | モロッコ・テトゥアンの下宿の主人                                               |
| ジャミーラ                   | アルバ・フローレス         | 石田嘉代   | カンデラリアの下宿で働くモロッコ人の少女                                       |
| フェリックス                 | カルロス・サントス         | 中村大樹   | シーラの隣人の芸術家                                                           |
| ゴンサーロ                   | カルロス・オラーヤ         | 土師孝也   | 離ればなれとなっていたシーラの父親で裕福な会社経営者                           |
| パキータ                     | ペパ・ルス                 | 根本圭子   | シーラの幼なじみ、親友                                                         |
| マヌエラ夫人                 | エレナ・イルレタ           | 寺田路恵   | シーラが修行した、スペイン・マドリードの仕立て屋の女主人                       |
| アラン・ヒルガース           | ベン・テンプル             | 大滝寛     | スペイン駐在のイギリス海軍の軍人で、秘密情報機関の一員                         |

## 放映リスト

### スペインでの放送
| #  | 通 算 | 原題                                | 監督                                            | 放送日         |
| -- | ----- | ----------------------------------- | ----------------------------------------------- | -------------- |
| 1  | 1     | Amor y otras verdades               | イグナシオ・メルセロ                            | 2013年10月21日 |
| 2  | 2     | El camino más difícil               | イグナシオ・メルセロ                            | 2013年10月28日 |
| 3  | 3     | La felicidad de unos cuantos        | イグナシオ・メルセロ                            | 2013年11月04日 |
| 4  | 4     | Escrito en las estrellas            | イニャキ・ペニャフィエル                        | 2013年11月11日 |
| 5  | 5     | El sol siempre vuelve a salir       | イニャキ・ペニャフィエル                        | 2013年11月18日 |
| 6  | 6     | Espionaje                           | イニャキ・ペニャフィエル                        | 2013年11月25日 |
| 7  | 7     | Un refugio en mitad de la tormenta  | ノルベルト・ロペス・アマド                      | 2013年12月02日 |
| 8  | 8     | El resto de nuestros días           | ノルベルト・ロペス・アマド                      | 2013年12月09日 |
| 9  | 9     | Los fantasmas del pasado            | イグナシオ・メルセロ                            | 2013年12月16日 |
| 10 | 10    | Los cuentos que no saben qué contar | イグナシオ・メルセロ                            | 2014年01月13日 |
| 11 | 11    | Regreso al ayer                     | ノルベルト・ロペス・アマド イグナシオ・メルセロ | 2014年01月20日 |

### 日本での放送
日本では、2015年6月から『情熱のシーラ』としてNHK総合テレビジョンで放送されている。
スペインでは全11話で放送されたが、日本ではアメリカhuluなどで配信されている全17話に編集されたバージョンが放送されている。

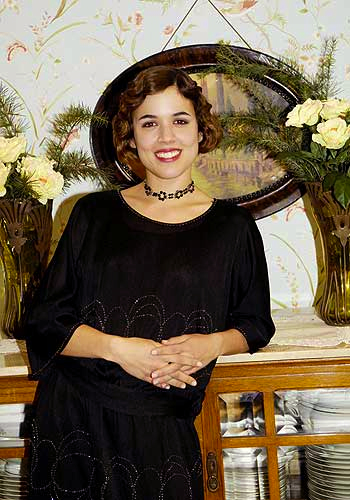
主人公シーラを演じるアドリアーナ・ウガルテ

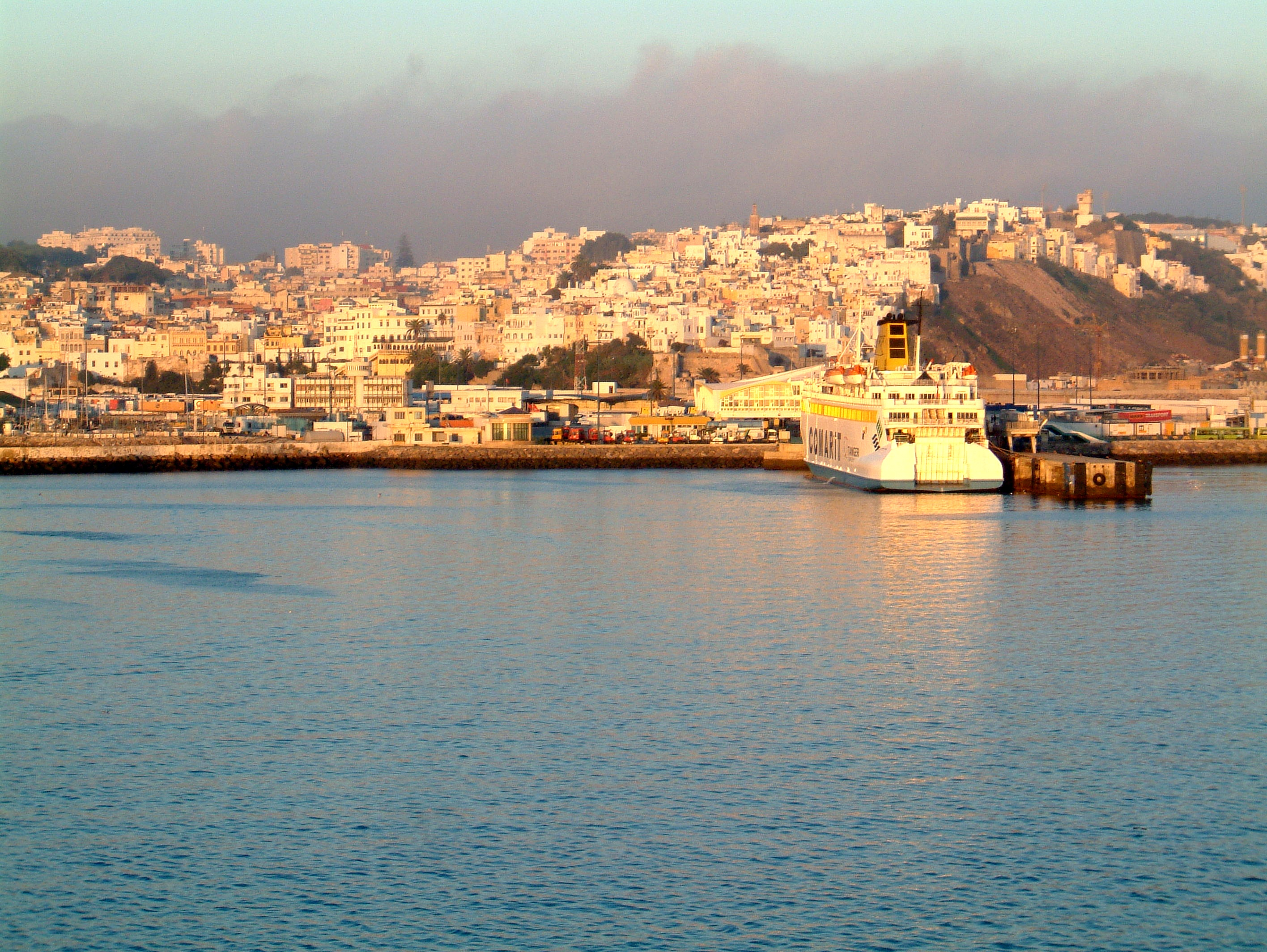
撮影が行われたモロッコのタンジール

各エピソードの長さは毎回異なる。
| 話番 | 日本初放送日  | タイトル         |
| ---- | ------------- | ---------------- |
| 1    | 2015年6月07日 | お針子の初恋     |
| 2    | 2015年6月14日 | 傷心のモロッコ   |
| 3    | 2015年6月21日 | 針と銃           |
| 4    | 2015年6月28日 | つきまとう影     |
| 5    | 2015年7月05日 | 暗躍の調べ       |
| 6    | 2015年7月19日 | 謎の香り         |
| 7    | 2015年7月26日 | 潜入の序曲       |
| 8    | 2015年8月2日  | 祖国のために     |
| 9    | 2015年8月9日  | スパイの条件     |
| 10   | 2015年8月16日 | 思わぬ再会       |
| 11   | 2015年8月23日 | マドリードの涙   |
| 12   | 2015年8月30日 | 新たな標的       |
| 13   | 2015年9月6日  | 危険な接近       |
| 14   | 2015年9月13日 | リスボンの憂い   |
| 15   | 2015年9月20日 | 闇の商人         |
| 16   | 2015年9月27日 | 銃口からの逃避行 |
| 17   | 2015年10月4日 | 愛と戦争の行方   |